# 九州美術ゼミナール

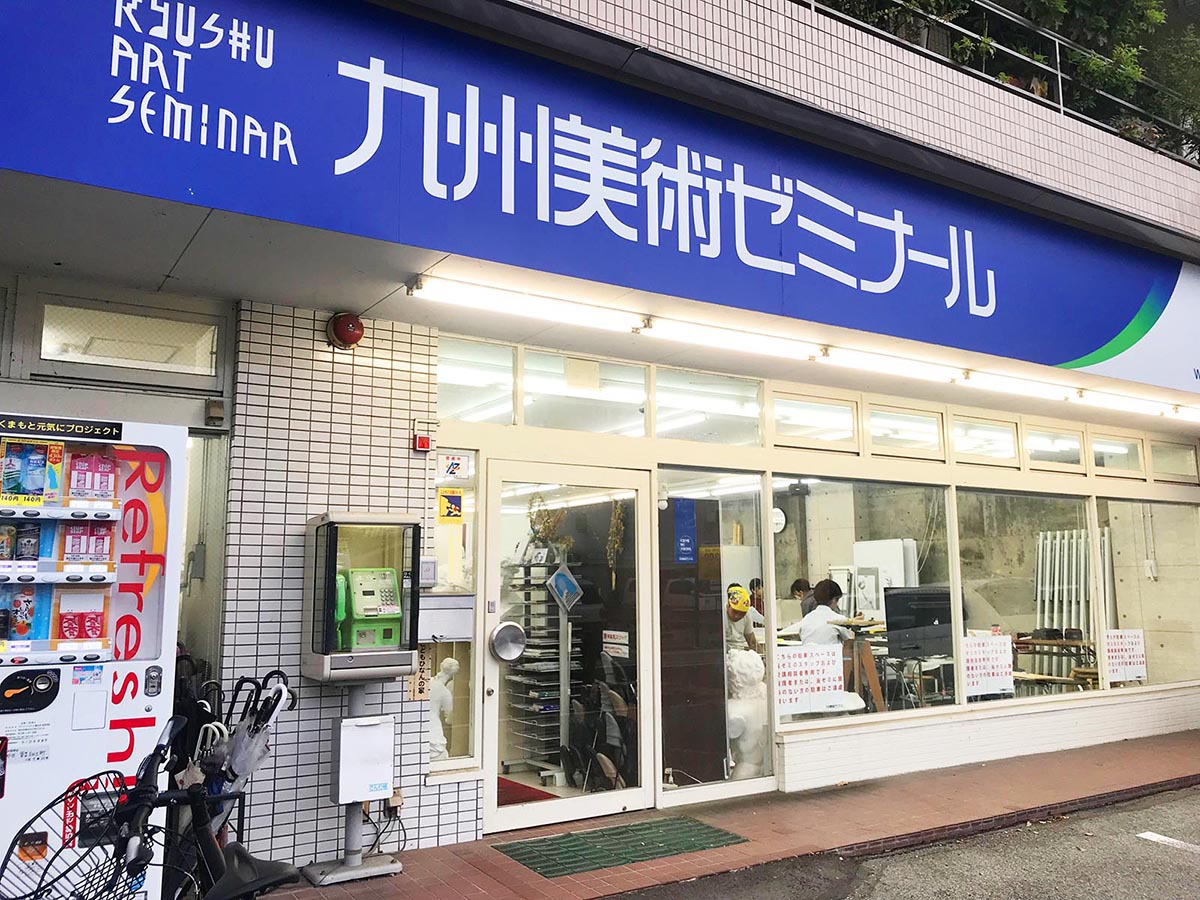
九州美術ゼミナールの外観

九州美術ゼミナール（きゅうしゅうびじゅつゼミナール）は、熊本県熊本市中央区にある芸術大学・美術大学および高校美術科・美術コース受験のための予備校。

## 概要
1978年に青樹子（あおきし）美術研究所として開設。1988年に九州美術ゼミナールと改称し現在へ至る。
美術大学受験の予備校として東京藝術大学、武蔵野美術大学、多摩美術大学など関東圏の芸大・美大をはじめ、関西圏や九州の芸大・美大、教育学部系の美術コースを持つ大学などに多くの合格者を輩出。近年はデザイン系学科の受験指導の充実を図り、合格実績を上げている。また、中学生に向けたコースも開設。美術科や美術コースを持つ熊本県内の高校へ合格者を多数輩出している。
2019年3月現在の合格者のべ人数は1600名超。
他に、実技の基礎学習にも重点を置いており、受験前の基礎力の向上のための指導も行っている。
2019年4月よりstudio Sai（スタジオ サイ）を土曜日に開設。デッサン基礎コース・CGイラストコース・カルチャーコースを設けて美術に関連する多様な学びや体験の場を提供する。

## 所在地等
- 〒860-0041　熊本県熊本市中央区細工町5-30-101

## 沿革
- 1978年：アトリエ開設（熊本市坪井 ※現熊本市中央区坪井）
- 1988年：青樹子美術研究所から九州美術ゼミナールへ名称を変更
- 1988年：アトリエ移転（熊本市中央区北千反畑）
- 1996年：アトリエ移転（熊本市中央区妙体寺）
- 2015年：アトリエ移転（熊本市中央区細工町）